# كارل غوستاف أندريسن
كارل غوستاف أندريسن (بالألمانية: Karl Andresen)‏ هو مدرس ألماني، ولد في 1 يونيو 1813 في يوترسن في ألمانيا، وتوفي في 25 مايو 1891 في بون في ألمانيا.